# Perley Island, Nunavut (Hudson Bay)
Perley Island är en ö i Kanada.   Den ligger i arkipelagen Ottawa Islands i Hudson Bay i territoriet Nunavut, i den östra delen av landet, 1 600 km norr om huvudstaden Ottawa. Arean är 49 kvadratkilometer.
Terrängen på Perley Island är lite kuperad. Öns högsta punkt är 232 meter över havet. Den sträcker sig 12,6 kilometer i nord-sydlig riktning, och 10,1 kilometer i öst-västlig riktning.
Trakten runt Perley Island består i huvudsak av gräsmarker.